# Église Sainte-Colombe de Soulme
L'église Sainte-Colombe est un édifice religieux catholique classé situé à Soulme dans la commune de Doische en province de Namur (Belgique). Une tour défensive du XIe siècle est transformée en église au XIIIe siècle et remaniée au XIXe siècle. 

## Situation
L'église se situe sur la partie haute du village de Soulme (rue Sainte-Colombe) comptant parmi les plus beaux villages de Wallonie. L'église est entourée par un vieux cimetière ceint d'un mur en pierre calcaire. L'ancien presbytère se trouve à proximité.

## Historique
La tour de l’église Sainte-Colombe a été réalisée au cours du XIe siècle ou du XIIe siècle alors que la nef est construite au XIIIe siècle. Ensuite, l'édifice a fait l'objet de plusieurs remaniements du XVIe siècle au XIXe siècle.

## Architecture
L'église est entièrement construite en pierre calcaire extraite des carrières de la région. La tour carrée assez trapue est bâtie dans le style roman. Cette tour défensive ne possède à l'origine que peu d'ouvertures. Elle est surmontée d'une flèche octogonale acérée avec croix et girouette. La nef triple de trois travées et le chevet plat de deux travées sont construits dans le style gothique notamment matérialisé par la présence de baies à vitraux avec arcs brisés. Le portail de style néo-gothique est daté de 1811. 
À l'intérieur, on peut voir des fonts baptismaux de style roman à lourde cuve ronde ornée de quatre masques datant des environs de 1200.